# Superflux
Dieser Artikel befindet sich derzeit in der Qualitätssicherung im WikiProjekt Elektrotechnik des Portal Elektrotechnik. Wenn du dich mit dem Thema auskennst, bist du herzlich eingeladen, dich an der Prüfung und möglichen Verbesserung des Artikels zu beteiligen. Der Meinungsaustausch dazu ist in der Diskussion (Artikel „Superflux“ eintragen) zu finden.
Superflux ist ein spezialhergestellte Eisenpulver (Fe) Legierung mit höchstem Purität. Damit werden die Kernverluste sehr niedrig gehalten. Diese einzigartige Eigenschaft wird dazu genutzt die neue Generationen der DC/DC Schaltregler mit höheren Frequenzen (bis zu 2,5 MHz) takten zu können.
Auch das Sättigungsverhalten ist sehr gut und kann bei sehr hohen Strömen eingesetzt werden.
Die Permeabilität beträgt µi= 35~66.